# 秋葉未来大学
秋葉未来大学（あきばみらいだいがく）は、2010年4月に東京都千代田区で開学予定だった大学。

## 概要
西和彦とビル・ゲイツが協力して2010年4月に開学させる予定であった。コンピュータなどの分野に優れた才能を持ちながらも、入学試験で苦手科目があったために有力大学に入学できなかった人材に機会を与えることが趣旨とされていた。キャンパスは秋葉原のビルを使用し、体育館やグラウンドは近隣の公共施設や学校から借用することが構想されていた。開学にあたって100億円の寄付金を集めるとされ、ビル・ゲイツからは1億円が寄付されていた。だがリーマン・ショックで不況になり計画は頓挫して開学されなかった。

### 計画されていた学部・学科
- 情報通信学部[3]
  - 情報コミュニケーション学科[3]
  - 情報ネットワーク学科[3]